# 2 marzo
Il 2 marzo è il 61º giorno del calendario gregoriano (il 62º negli anni bisestili). Mancano 304 giorni alla fine dell'anno.

## Eventi
- 537 - Inizia l'Assedio di Roma
- 629 - Maometto compie a La Mecca la ʿUmrat al-qaḍāʾ
- 986 – Luigi V l'Ignavo diventa re dei Franchi
- 1717 - The Loves of Mars and Venus diventa il primo balletto eseguito in Inghilterra[1]
- 1807 – Abolizionismo: il Congresso degli Stati Uniti d'America approva un atto per cui è «proibita l'importazione di schiavi in qualsiasi porto o luogo all'interno della giurisdizione degli Stati Uniti […] da qualsiasi regno, luogo o nazione estera»
- 1818 – L'archeologo italiano Giovanni Battista Belzoni scopre l'ingresso della Piramide di Chefren
- 1836 – Il Texas si dichiara indipendente dal Messico
- 1848 - A bordo del Carolina, Anita Garibaldi giunge a Genova assieme ai figli
- 1855 – Alessandro II di Russia diventa zar della Russia
- 1861 – Il Territorio del Nevada e il Territorio del Dakota (che comprendeva il Dakota del Nord e il Dakota del Sud, oltre che parte del Montana e del Wyoming) vengono organizzati come divisioni politiche degli USA
- 1896 – Antoine Henri Becquerel comunica i suoi risultati sulla radioattività all'Accademia francese delle scienze
- 1901 – Il Congresso degli Stati Uniti d'America approva l'Emendamento Platt, che limita l'autonomia di Cuba come condizione per il ritiro delle truppe statunitensi.[2]
- 1903 – A New York apre il Martha Washington Hotel: è il primo albergo riservato esclusivamente alle donne
- 1917 – L'entrata in vigore del Jones-Shafroth Act garantisce la cittadinanza statunitense ai portoricani
- 1919 – Si tiene a Mosca la prima Internazionale Comunista
- 1933 – Il film King Kong viene presentato per la prima volta a New York
- 1936 – Guerra d'Etiopia: si conclude la battaglia dello Scirè con una vittoria italiana
- 1935 – Porky Pig fa il suo debutto nel cartone Piccoli artisti
- 1939 – Nel giorno del suo 63º compleanno, il cardinale Eugenio Pacelli viene eletto papa con il nome di Pio XII
- 1943 – Seconda guerra mondiale: battaglia del Mare di Bismarck, le forze di Stati Uniti d'America e Australia affondano navi convoglio giapponesi[3]
- 1946 – Ho Chi Minh è eletto presidente del Vietnam del Nord
- 1949 – James Gallagher atterra con il suo Boeing B-50 Superfortress Lucky Lady II a Fort Worth dopo aver compiuto il primo giro del mondo aereo senza scalo in 94 ore e un minuto[4]
- 1951 – Si gioca a Boston il primo NBA All-Star Game
- 1955 – Re Norodom Sihanouk di Cambogia abdica in favore del padre, re Norodom Suramarit.[5]
- 1956 – Il Marocco si dichiara indipendente dalla Francia
- 1962
  - Wilt Chamberlain dei Philadelphia Warriors segna 100 punti in una partita contro i New York Knicks, battendo diversi record dell'NBA
  - In Birmania, l'esercito guidato dal generale Ne Win prende il potere con un colpo di Stato
- 1969
  - Si svolge a Tolosa il primo volo sperimentale del Concorde
  - Scontri tra truppe sovietiche e cinesi nel posto di confine del fiume Ussuri[6]
- 1974 – In Spagna l'anarchico catalano Salvador Puig Antich e il criminale comune tedesco-orientale Georg Michael Welzel (meglio noto come Heinz Ches) sono le ultime due persone a essere giustiziate mediante il metodo della garrota
- 1977 - Il leader libico Muʿammar Gheddafi proclama la nascita della Gran Giamahiria Araba Libica Popolare Socialista
- 1978 – Il cecoslovacco Vladimír Remek è il primo astronauta non appartenente a Unione Sovietica o USA ad andare nello spazio, a bordo della Sojuz 28
- 1987 – La Chrysler acquisisce la American Motors
- 1989 - Le 12 nazioni della Comunità europea si accordano per azzerare la produzione di clorofluorocarburi (CFC) entro la fine del secolo[7]
- 1990 – Nelson Mandela viene eletto vice presidente dell'African National Congress[8]
- 1992 – La Moldavia entra nelle Nazioni Unite
- 1996 – Australia: il Partito Liberale d'Australia di John Howard vince le elezioni politiche
- 1998 – I dati della Sonda Galileo indicano che su Europa, una della luna di Giove, ci sono oceani liquidi sotto una spessa crosta di ghiaccio[9]
- 2002 – Gli USA danno il via all'Operazione Anaconda contro i Talebani e Al Qaida in Afghanistan[10]
- 2003 – Presso Castiglion Fiorentino, durante un normale controllo su un vagone ferroviario, ha luogo una sparatoria tra gli agenti della PolFer e il brigatista Mario Galesi, che resterà ucciso insieme al sovrintendente della PolFer Emanuele Petri; l'azione porterà tuttavia alla cattura della brigatista Nadia Desdemona Lioce
- 2004
  - La sonda europea Rosetta parte dalla base di Kourou, nella Guyana francese, diretta verso la cometa 67P/Churyumov-Gerasimenko
  - Grazie ai dati del rover Opportunity, la NASA conferma che in passato era presente l'acqua su Marte
  - Durante i festeggiamenti dell'Ashura sciita in Iraq, attacchi di kamikaze sunniti provocano oltre 180 vittime e 500 feriti tra Baghdad e Kerbela[11]
  - Il rapporto preliminare delle squadre di ispezione delle Nazioni Unite, confermato nel settembre 2004, dichiara che l'Iraq non ha posseduto armi di distruzione di massa di una certa rilevanza dopo il 1994[12]
- 2008
  - Viene battuto il record di velocità su rotaia italiano: 355 km/h sulla linea ad alta velocità Milano – Bologna.[13]
  - Dopo quasi quarant'anni dalla sua morte, alle ore 23:19 della notte fra il 2 e il 3 marzo, viene esumata la salma di San Pio da Pietrelcina[14]
- 2011 - Viene presentato l'iPad 2 presso lo Yerba Buena Center di San Francisco
- 2018 - A Ouagadougou, in Burkina Faso, un attacco terroristico colpisce l'ambasciata francese e il quartier generale dell'esercito, lì stanziato per l’operazione anti-terrorismo Barkhane[15]

## Nati
Ci sono circa 1 190 voci su persone nate il 2 marzo; vedi la pagina Nati il 2 marzo per un elenco descrittivo o la categoria Nati il 2 marzo per un indice alfabetico.

## Morti
Ci sono circa 470 voci su persone morte il 2 marzo; vedi la pagina Morti il 2 marzo per un elenco descrittivo o la categoria Morti il 2 marzo per un indice alfabetico.

## Feste e ricorrenze

### Civili
Nazionali:
- Texas - Giorno dell'indipendenza (1836)

### Religiose
Cristianesimo:
- Sant'Agnese di Boemia, fondatrice dei Crocigeri della stella rossa
- Santa María de los Ángeles Guerrero González (Sant'Angela della Croce), fondatrice delle Sorelle della compagnia della Croce
- San Carmelo (Girolamo Carmelo di Savoia), mercedario e vescovo
- San Chad di Mercia (San Ceadda di Lichfield), abate e vescovo
- San Lorgio, martire
- San Luca Casali da Nicosia, abate
- San Quinto il Taumaturgo
- San Troade, martire
- John Wesley, sacerdote (Chiesa luterana)
- Esichio il Palatino, martire (Chiesa ortodossa)
- Giovanni Marone, patriarca (Chiesa maronita)
- Beato Carlo I di Fiandra (Carlo il Buono), martire

Islam:
- 2004 – Ashura 10 Muharram 1425 (va tenuto conto che la data cambia ogni anno, in virtù del calendario lunare islamico)

Religione romana antica e moderna:
- Dies religiosus[senza fonte]